# Turay Ida
Turay Ida (született: Turmayer Ida, Rákospalota, 1907. szeptember 28. – Budapest, 1997. június 2.) magyar színésznő, érdemes művész. Tabódy Klára nővére.

## Élete
Turmayer Sándor Márton (1879–1953) rajztanár, festő és Szabadkay Lilly Klára gyermekeként született, református vallású. Kilencéves korában elvesztette édesanyját, apja ekkor olasz hadifogságban volt, így zárdában nevelték, majd gimnáziumba került. Még érettségi előtt jelentkezett az Országos Színművészeti Akadémiára, ahová fel is vették, de csak egy évet töltött itt el – a felsősök vizsgaelőadásán statisztálva fedezte fel a nagyhatalmú színházi szakember, Bárdos Artúr. Első sikerét 17 évesen (1924) aratta a Darázsfészek című darabban, ezt követően megfordult szinte valamennyi fővárosi színházban. Derűs megjelenésével, kellemes énekhangjával, kedves humorával kezdetben naivaként, később bölcs, idős hölgyek megformálásával aratott sikereket.
1945-ben eltiltották a szerepléstől, de hamarosan újra játszhatott. Az 1956-os forradalom idején férjével, a neves színműíró Békeffi Istvánnal elhagyták az országot, nem politikai okokból, hanem mert kilátástalannak érezték helyzetüket. Svájcban telepedtek le, de éltek Bécsben, Madridban és Münchenben is. Férje külföldön is jól boldogult, feleségét azonban nem hagyta a színpadon érvényesülni, holott alkalom lett volna rá. 1971-ben tértek végleg haza, a színésznő 1977-től közel másfél évtizeden át a Thália Színház társulatának volt a tagja.
A kezdetben naiva szerepekben sütkérező Turay Ida olyan filmsikereknek volt részese, mint az Ez a villa eladó, a Pesti mese, A kölcsönkért kastély, az Egy szoknya, egy nadrág, a Janika (amit férje kifejezetten az ő számára írt), a Déryné, a Csínom Palkó, az Állami Áruház vagy éppen a Te rongyos élet.
A közönségkedvenc művésznő, akit mindenki csak Dusikának szólított, 1987-ben érdemes művész kitüntetést kapott. 1997. június 2-án egy budapesti kórházban halt meg.
Temetésén a Magyar Színészkamarai Egyesület nevében búcsúbeszédet mondó Bánffy György így fogalmazott: „Turay Ida hivatalos kitüntetéseken kívül birtokosa volt a legfontosabb és legrangosabb jutalomnak: a közönség szeretetének." A magánéletben is mindig mosolygós volt és udvarias, soha senki nem látta sem udvariatlannak, sem érdektelennek.

## Emlékezete
Emlékét a nevét viselő budapesti kőszínház és a színház igazgatója által alapított Turay Ida-vándordíj őrzi.
2016. március 30-a óta Rákospalotán a Régi Fóti úti, volt zsinagóga melletti köz Turay Ida nevét viseli [Főv. Közgyűlés határozatszáma: 601/2016. (IV. 27.)].

## Színpadi szerepek

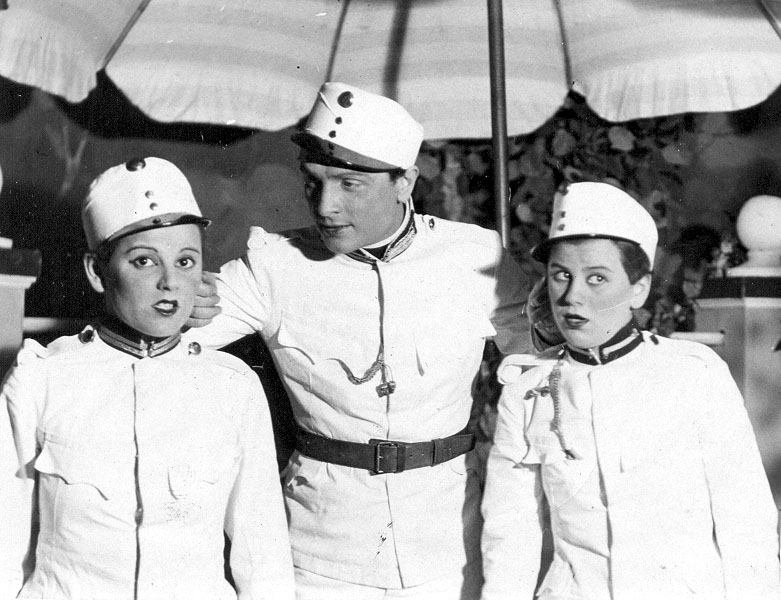
Gyöngy Pál: Kadétszerelem. Fővárosi Operettszínház. Turay Ida (Stöcker Péter), Békássy István (Schönborn Miklós), Tabódy Klára (Stöcker Pál)

A Színházi adattárban regisztrált bemutatóinak száma (1946–): 35. Ugyanitt tíz színházi fotón is látható.
- Békeffi István–Stella Adorján: Janika.... Malvin, az öltöztetőnő
- Wolff–Duvernois: Őszi szerelem.... Susanne
- Bánffy M.: Maskara....Prücsök
- Ben Jonson–Zweig: Volpone.... Columba
- Békeffi István: Kozmetika.... Asszisztensnő
- William Shakespeare: A makrancos hölgy.... Katalin
- George Bernard Shaw: Pygmalion.... Eliza
- Molnár Ferenc–Zerkovitz Béla: A doktor úr.... Marosiné
- Karinthy Márton: Korai fagy... Nagymama (Karinthy Színház, 1996)
- Marguerite Duras: Szavanna-öböl.... Madeleine
- Victor Metta: Egy komisz kölök naplója.... Betty néni
- Zilahy Lajos: Házasságszédelgő.... Óvónő
- Pelle János: Casanova.... D′Urféné asszony
- Szirmai Albert–Gábor Andor–Bakonyi Károly: Mágnás Miska.... Zsorzsi tanti, a nagymama
- Tankred Dorst: Mi lesz veled emberke?.... Nagymama
- Mesterházi Lajos: Pesti emberek.... Mama
- Mándy Iván: Gong.... Öreg színésznő
- Carlo Goldoni: Nyaralni mindenáron.... Sabina
- Molnár Ferenc: Ibolya.... Ilonka
- Földes Mihály: Mélyszántás.... Eszti
- Békeffi István: Szombat délután.... Anna
- Békeffi István–Lajtai Lajos: A régi nyár.... Manci

## Filmjei

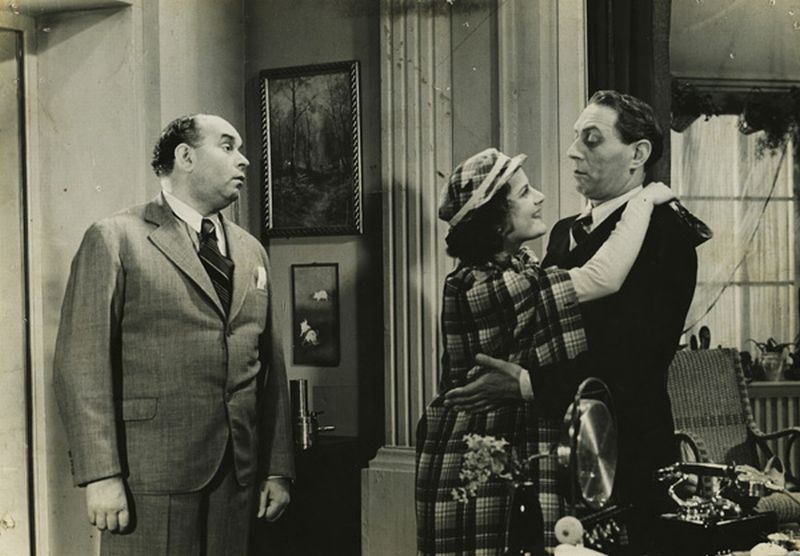
Turay Ida Kabos Gyulával (balra) és Törzs Jenővel a Márciusi mese című filmben (1934)

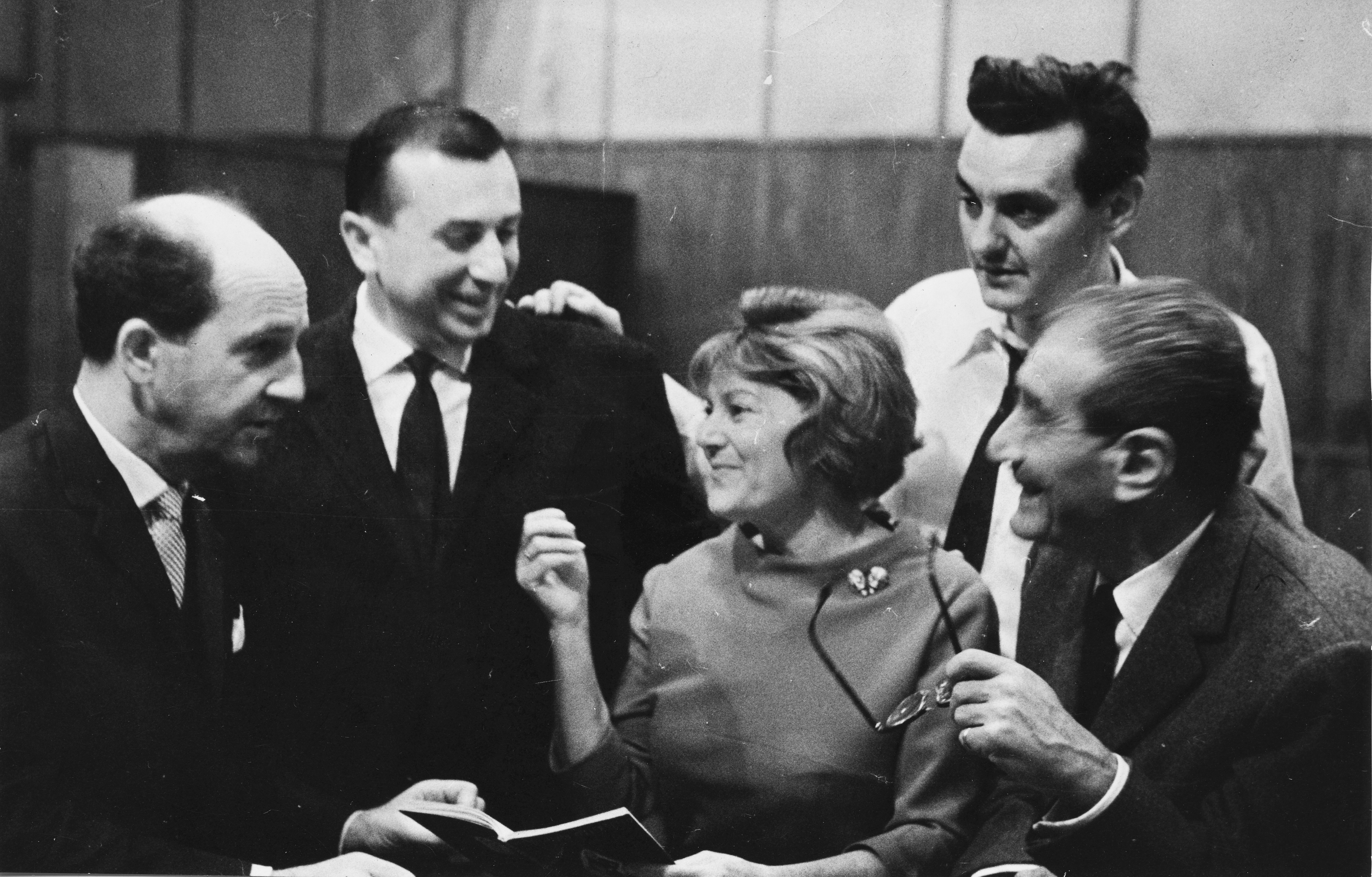
Turay Ida 1964-ben a Rádiószilveszterben, körülötte balról jobbra Brachfeld Siegfried, Szilágyi György, Marton Frigyes és Békeffi István

### Játékfilmek
- Rab madár (1929-némafilm)
- Rákóczi induló (1933)
- Ida regénye (1934)
- Márciusi mese (1934)
- Az új rokon (1934)
- Köszönöm, hogy elgázolt (1935)
- Ez a villa eladó (1935)
- Pesti mese (1937)
- Az én lányom nem olyan (1937)
- Hotel Kikelet (1937)
- A kölcsönkért kastély (1937)
- Magdát kicsapják (1937–38)
- Te csak pipálj, Ladányi! (1938)
- Tizenhárom kislány mosolyog az égre (1938)
- Péntek Rézi (1938)
- Rozmaring (1938)
- Nincsenek véletlenek (1938)
- Garzonlakás kiadó (1939)
- A nőnek mindig sikerül - A napraforgós lovag (1939)
- Férjet keresek (1939–40)
- Jöjjön elsején (1940)
- Hétszilvafa (1940)
- A Gyurkovics-fiúk (1940–41)
- Végre (1941)
- Havasi napsütés (1941)
- Magdolna (1941)
- Három csengő (1941)
- Tessék jegyet váltani! (1941-rövid játékfilm)
- Lelki klinika (1941)
- Jelmezbál (1942)
- Négylovas hintó (1942)
- Pista tekintetes úr (1942)
- Családunk szégyene (1942)
- Egy szoknya, egy nadrág (1943)
- Muki (1943)
- És a vakok látnak… (1943)
- Fekete leves (1943-rövid játékfilm)
- Gazdátlan asszony (1944)
- Könnyű múzsa (1947)
- Beszterce ostroma (1947-48)
- Janika (1949)
- Déryné (1951)
- Állami Áruház (1952)
- Csínom Palkó (1973)
- Hogyan felejtsük el életünk legnagyobb szerelmét? (1980)
- Házasság szabadnappal (1982)
- A 78-as körzet (1982)
- Te rongyos élet (1983)
- Szeleburdi vakáció (1987)

### Tévéfilmek
- A régi nyár (1970)
- Gabi (1977)
- Bal négyes páholy (1977)
- A nagy ékszerész (1978)
- Károly és a sült pulykák
- A 78-as körzet (tv-sorozat, 1982)
- Különös házasság 1-4. (tv-sorozat, 1984)
- Örökkön örökké (1986)
- Tanmesék a szexről (1988)
- Frici, a vállalkozó szellem (tv-sorozat, 1993)
- Patika (tévésorozat, 1994–1995)
- Irány Kalifornia (1997)

## Filmzene
- Állami Áruház (1953, közreműködött az "Egy dunaparti csónakházban" című dalban)

## Archív filmfelvétel

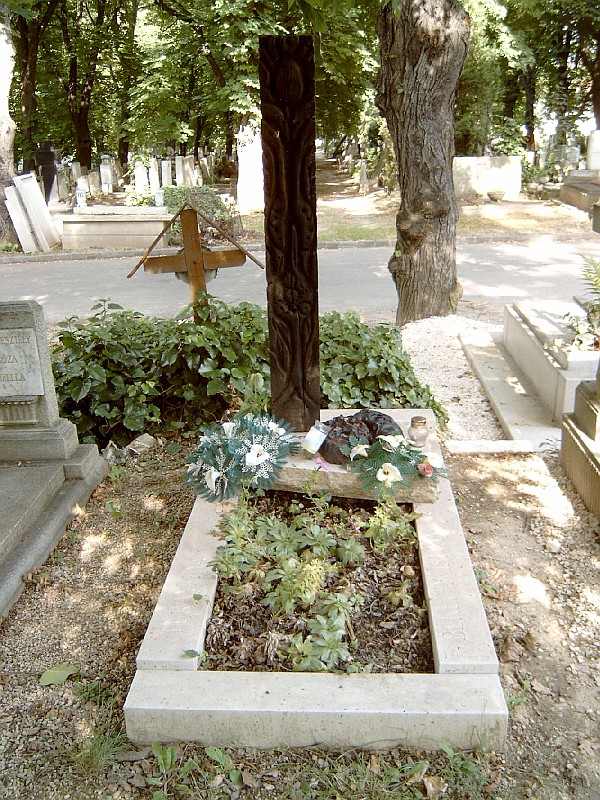
Turay Ida és Békeffi István sírja Budapesten. Farkasréti temető: 8/1-1-268.

- A Jávor (1987)

## Díjai, elismerései
- Érdemes művész (1987)
- A Magyar Köztársasági Érdemrend kiskeresztje (1995)

## Róla
- Párkány László: Turay Ida egyes szám első személyben (1989)
- Turay Ida egyes szám első személyben; riporter Párkány László; bőv. kiad.; 3G Galéria, Bp., 2007